# Puffer

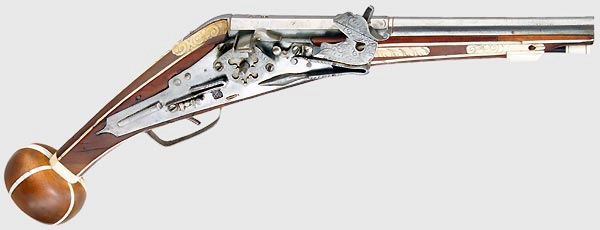
Puffer

Puffer - typ pistoletu kawaleryjskiego używanego w XVI w.
Puffer był pistoletem olstrowym małego kalibru z kołowym zamkiem. Chwyt pistoletowy był prosty lub lekko odchylony ku dołowi. Miał kształt zwężającego się ku końcowi kolby stożka. Charakterystyczne było zakończenie chwytu w postaci dużej, kulistej głowicy. Ułatwiało to wyciąganie puffera z olster. Jeździec miał na wyposażeniu dwa puffery, stąd zawsze wytwarzane były w parach (lewy i prawy). 
Popularność pufferów wpłynęła na taktykę walki jazdy w Europie Zachodniej, co doprowadziło do opracowania tzw. karakolu. Pufferów używała m.in. rajtaria.